# 隼人石
隼人石（はやといし）は、奈良県奈良市法蓮佐保山3丁目字大黒ヶ芝に所在する、聖武天皇の第1皇子基王（727年-728年）の墓と伝えられる「那富山墓（なほやまばか）」内にある、獣頭人身の存在が陰刻された石造物。十二支に基づく図像と考えられ、本来は12石存在した可能性があるが、現在は4石のみ残されている。
座標: 北緯34度42分02.0秒 東経135度49分37.4秒 / 北緯34.700556度 東経135.827056度

## 概要
神亀5年9月13日（728年10月20日）に、生後1年未満で夭逝した基王の墓と伝わる那富山墓は、径10メートル程の円形墳墓、或いは方形墳墓である（墳形と築造年代は考古学的には検証されていない）。「隼人石」は墳丘の四隅に1石ずつ置かれている。石材は両輝石安山岩（カナンボ石）である。

## 特徴
各石に附された番号は、参考文献にならった。
- 第1石:墳丘北西隅にある。短い耳のネズミ（子）と見られる獣頭人身像。全身が表現され、直立して胸元で拳を組んだポーズをとり、杖を持っている。衣服はなく、下腹部に褌のような表現がある。頭上に「北」と彫られている。

- 第2石:墳丘北東隅にある。耳の間に2本の角を持つウシ（丑）と見られる獣頭人身像。やや雑だが全身が表現され、跪いて胸元で拳を組んだポーズをとる。衣服はなく、下腹部に褌のような表現がある。

- 第3石:墳丘南西隅にある。長い耳のイヌ（戌）と見られる獣頭人身像。下半身の表現がなく、胸元で拳を組んだポーズをとる。

- 第4石:墳丘南東隅にある。長い耳のウサギ（卯）と見られる獣頭人身像。全身が表現され、跪いて胸元で拳を組んだポーズをとる。衣服はなく、下腹部に褌のような表現がある。頭上に「東」と彫られている。

## 石の性格
犬のような獣頭人身像のある石として古くから学者らの関心を集め、江戸時代から「犬石」や「狗石」「七疋狐（かつて7石残っていた可能性がある）」と呼ばれた。伴信友は、随筆『比古婆衣（ひこばえ）』第3巻で『記紀』神話や、古代在京隼人が宮中儀礼で「狗吠」（くはい：犬のような声を発し邪気を祓う隼人の呪的行為。「吠声（はいせい）」とも。）を行った事例を挙げ、隼人との関連性を述べている。
現代では、「子」に「北」、「卯」に「東」と彫られていることや、韓半島の新羅王墓の周囲にある石に見られる事例などから、これら隼人石は隼人とは直接関係せず、本来は12石あり、十二支を表したものと見て間違いないとされている。
なお、十二支獣頭人身像の国内での他事例は、奈良県高市郡明日香村のキトラ古墳石室内壁画が知られている。

## 大阪府の隼人石
大阪府羽曳野市駒ケ谷の杜本神社にも「隼人石」が存在する。こちらは同じモチーフの図像を左右対称にした1対の石造物で、造立年代は不明だが、那富山墓の第1石（ネズミ）によく似ている。

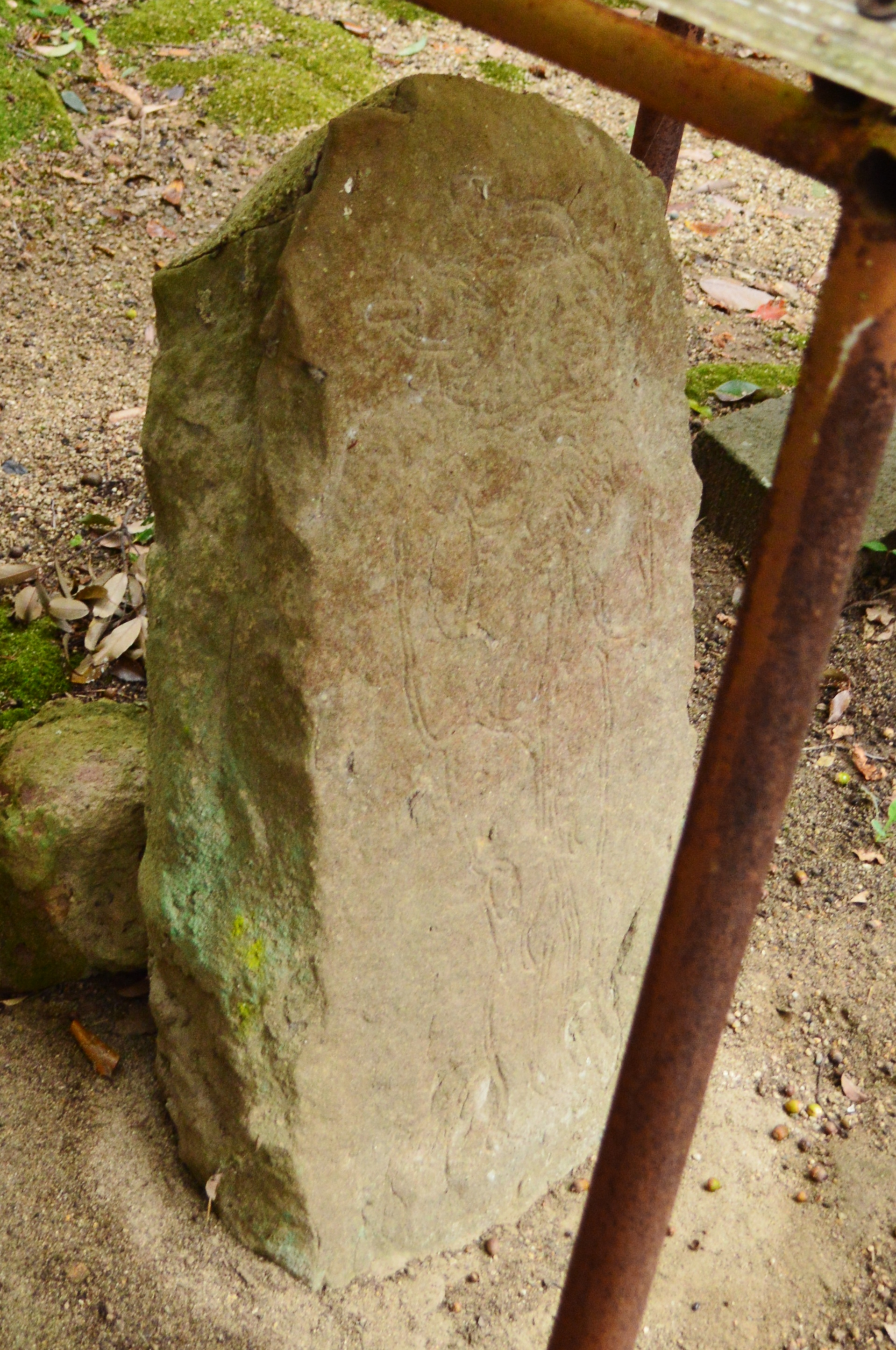
杜本神社の隼人石（本殿向かって左）
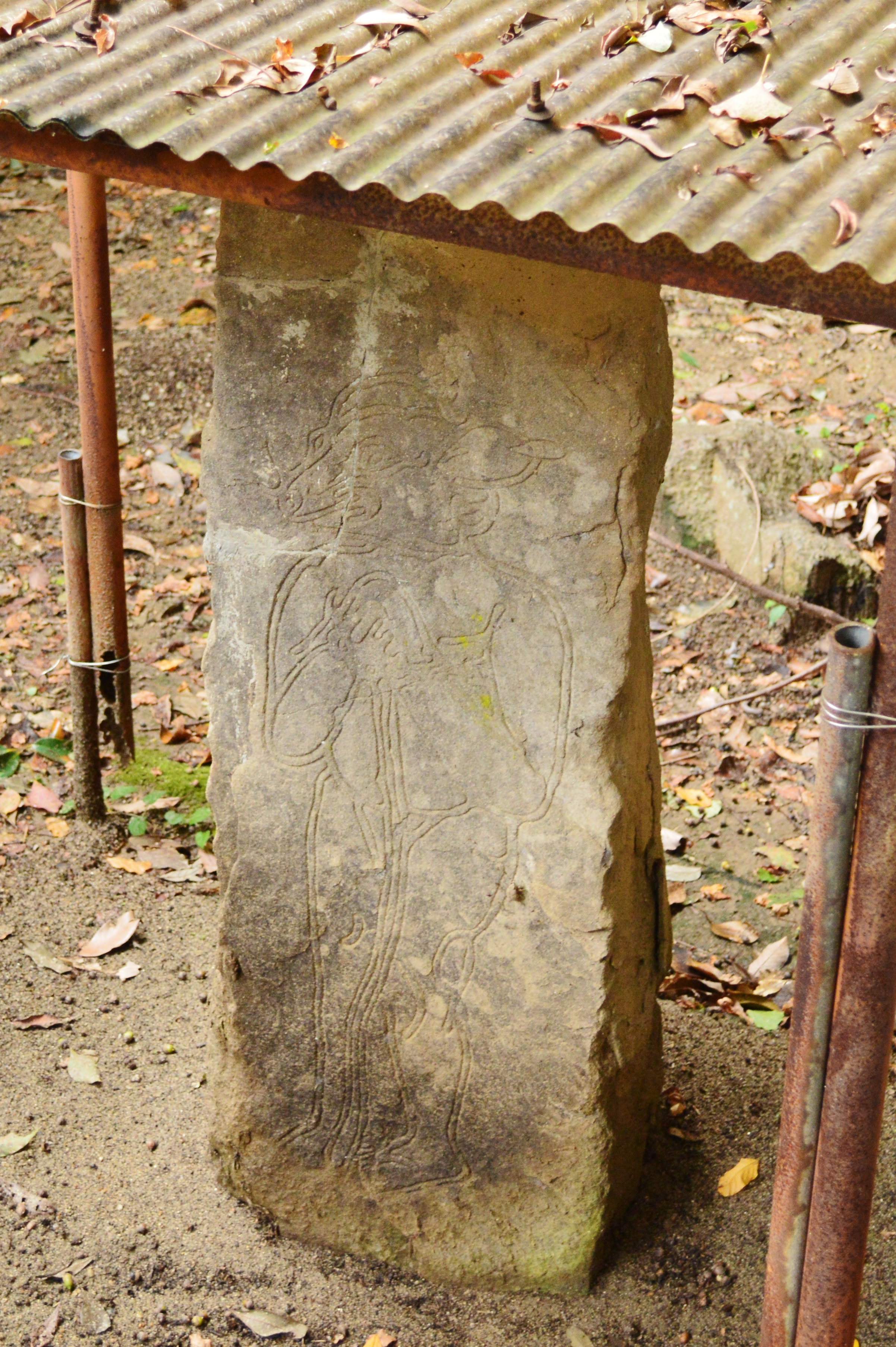
杜本神社の隼人石（本殿向かって右）

## 関連文献
（記事執筆に使用していない関連文献）
- 「元明天皇陵内陵碑・那富山墓内「隼人石」・桧隈墓内「猿石」の保存処理及び調査報告」『書陵部紀要 第51号』宮内庁書陵部、2000年。